# Neil Sloane
Neil James Alexander Sloane (Beaumaris, 10 ottobre 1939) è un matematico britannico.
I suoi contributi maggiori sono nel campo della combinatoria, del Forward Error Correction e dell'impacchettamento di sfere. È meglio conosciuto per essere il creatore e mantenitore dell'OEIS.
Studiò alla Cornell University e fu allievo di Nick DeClaris, Frank Rosenblatt, Frederick Jelinek and Wolfgang Heinrich Johannes Fuchs. Ottenne il dottorato nel 1967, e l'anno successivo entrò a far parte dei Bell Laboratories. È membro dell'accademia nazionale di ingegneria.
Nel 1979 gli è stato assegnato il Premio Chauvenet.

## Pubblicazioni parziali
- N. J. A. Sloane, A Handbook of Integer Sequences, Academic Press, NY, 1973.
- F. J. MacWilliams and N. J. A. Sloane, The Theory of Error-Correcting Codes, Elsevier/North-Holland, Amsterdam, 1977.
- M. Harwit and N. J. A. Sloane, Hadamard Transform Optics, Academic Press, San Diego CA, 1979.
- N. J. A. Sloane and A. D. Wyner, editors, Claude Elwood Shannon: Collected Papers, IEEE Press, NY, 1993.
- N. J. A. Sloane and S. Plouffe, The Encyclopedia of Integer Sequences, Academic Press, San Diego, 1995.
- J. H. Conway and N. J. A. Sloane, Sphere Packings, Lattices and Groups, Springer-Verlag, NY, 3rd ed., 1998.
- A. S. Hedayat, N. J. A. Sloane and J. Stufken, Orthogonal Arrays: Theory and Applications, Springer-Verlag, NY, 1999.
- G. Nebe, E. M. Rains and N. J. A. Sloane, Self-Dual Codes and Invariant Theory, Springer-Verlag, 2006.